# Космічна енергетика
Космічна енергетика (Орбітальна енергетична система, ОЕС) — вид альтернативної енергетики, що передбачає використання енергії Сонця для вироблення електроенергії, з розташуванням енергетичної станції на земній орбіті або на Місяці.
Космічна сонячна енергія (SBSP, SSP) — це концепція збору сонячної енергії в космосі за допомогою сонячних супутників (SPS) і розподілу її на Землю. Переваги включають збір енергії при відсутності відбиття та поглинання атмосферою, можливість дуже малої ночі та кращу здатність орієнтуватися до Сонця. Космічні сонячні енергетичні системи перетворюють сонячне світло в іншу форму енергії (наприклад, мікрохвилі), яка може передаватися через атмосферу до приймачів на поверхні Землі.
Різні пропозиції SBSP досліджувалися з початку 1970-х років, але станом на 2014 рік жодна з них не є економічно життєздатною з урахуванням витрат на запуск у космос. Деякі технологи пропонують знизити витрати на запуски за допомогою космічного виробництва або радикально нових технологій космічного запуску, відмінних від ракетного.
Крім вартості, SBSP також створює кілька технологічних перешкод, включаючи проблему передачі енергії з орбіти. Оскільки дроти, що простягаються від поверхні Землі до орбітального супутника, неможливі за допомогою поточної технології, конструкції SBSP зазвичай включають бездротову передачу енергії з пов'язаною з нею неефективністю перетворення, а також проблеми землекористування для антенних станцій для прийому енергії на поверхні Землі. Супутник-збірник перетворював би сонячну енергію в електричну, живив мікрохвильовий передавач або лазерний випромінювач і передавав цю енергію до колектора (або мікрохвильового приймача) на поверхні Землі.
Але неодмінно величезний розмір приймальних антен все одно вимагав би великих масивів землі поблизу кінцевих користувачів. Термін служби космічних колекторів в умовах тривалого впливу космічного середовища, включно з радіацією та пошкодженням від мікрометеороїдів, також може викликати занепокоєння для SBSP.
Станом на 2020 рік SBSP активно розробляють Японія, Китай, Росія, Індія, Велика Британія та США.
У 2008 році Японія прийняла свій Основний космічний закон, який встановив космічну сонячну енергетику як національну мету. JAXA має дорожню карту для комерційного SBSP.
У 2015 році Китайська академія космічних технологій (CAST) представила свою дорожню карту на Міжнародній конференції з розвитку космосу. У лютому 2019 року Science and Technology Daily (科技日报, Keji Ribao), офіційна газета Міністерства науки і технологій КНР, повідомила, що в районі Бішань міста Чунцін розпочато будівництво випробувальної бази. Віцепрезидент CAST Лі Мін заявив, що Китай очікує стати першою країною, яка побудує робочу космічну сонячну електростанцію з практичним значенням. Повідомлялося, що китайські вчені планують запустити кілька малих і середніх космічних електростанцій між 2021 і 2025 роками. У грудні 2019 року інформаційне агентство Xinhua повідомило, що Китай планує запустити 200-тонну станцію SBSP, здатну виробляти мегават (МВт) електроенергії на Землю до 2035 року.
У травні 2020 року дослідницька лабораторія Військово-морських сил США провела своє перше випробування виробництва сонячної енергії на супутнику. У серпні 2021 року Каліфорнійський технологічний інститут (Caltech) оголосив, що планує запустити тестовий масив SBSP до 2023 року, і водночас виявив, що Дональд Брен і його дружина Бріжит, обидва довірені особи Каліфорнійського технологічного інституту, з 2013 року фінансували інститут. Космічний проєкт сонячної енергії, який пожертвував понад 100 мільйонів доларів. Команда Каліфорнійського технологічного інституту успішно продемонструвала потужність випромінювання на землю в 2023 році.